# Hayden (Colorado)
Hayden és una població dels Estats Units a l'estat de Colorado. Segons el cens del 2000 tenia 1.634 habitants.

## Demografia
Segons el cens del 2000, Hayden tenia 1.634 habitants, 618 habitatges, i 443 famílies. La densitat de població era de 256,5 habitants per km².
Dels 618 habitatges en un 42,1% hi vivien nens de menys de 18 anys, en un 57,1% hi vivien parelles casades, en un 9,4% dones solteres, i en un 28,2% no eren unitats familiars. En el 21,7% dels habitatges hi vivien persones soles el 5,5% de les quals corresponia a persones de 65 anys o més que vivien soles. El nombre mitjà de persones vivint en cada habitatge era de 2,63 i el nombre mitjà de persones que vivien en cada família era de 3,08.
Per edats la població es repartia de la següent manera: un 30,3% tenia menys de 18 anys, un 9,5% entre 18 i 24, un 33,1% entre 25 i 44, un 20,9% de 45 a 60 i un 6,1% 65 anys o més.
L'edat mediana era de 32 anys. Per cada 100 dones de 18 o més anys hi havia 100,2 homes.
La renda mediana per habitatge era de 42.147 $ i la renda mediana per família de 45.962 $. Els homes tenien una renda mediana de 38.150 $ mentre que les dones 23.359 $. La renda per capita de la població era de 18.574 $. Entorn del 5,4% de les famílies i el 7% de la població estaven per davall del llindar de pobresa.

## Poblacions més properes
El següent diagrama mostra les poblacions més properes.